# Bendersville
Bendersville ist ein Borough in Adams County, Pennsylvania, Vereinigte Staaten. Das U.S. Census Bureau hat bei der Volkszählung 2020 eine Einwohnerzahl von 736 ermittelt.

## Geographie
Nach einer Erhebung des United States Census Bureau hat Bendersville eine Gesamtfläche von 0,4 Quadratmeilen (1,0 km²) und hat keine Gewässer innerhalb seiner Grenzen. 

## Bevölkerung
Nach dem Census 2000 betrug die Gesamtbevölkerung im Borough 576 Menschen in 202 Haushalten, 156 Familien lebten im Borough. Die Bevölkerungsdichte betrug 1391,9 Menschen pro Quadratmeile (542,4/km²). 90,6 % der Bevölkerung waren Weiße. 
In 38,6 % der Haushalte lebten Kinder unter 18 Jahren. 64,9 % der Haushalte bildeten verheiratete Familien, 9,4 % waren alleinerziehende Frauen und 22,3 % waren nichtfamiliäre Haushalte.
Die Altersstruktur in Bendersville teilte sich wie folgt auf: 27,8 % der Einwohner waren jünger als 18 Jahre, 11,3 % waren zwischen 18 und 24 Jahren alt, 28,3 % waren zwischen 25 und 44 Jahren alt, 19,6 % waren zwischen 45 und 64 Jahren alt und 13,0 % der Bevölkerung waren über 65 Jahre alt. Dies ergab einen Altersdurchschnitt von 33 Jahren. Auf 100 Frauen kamen 92,6 Männer. 
Das durchschnittliche Haushaltseinkommen im Jahr 2000 betrug 39.688 $ und das durchschnittliche Familieneinkommen 41.250 $.